# Jelschan Birtanow

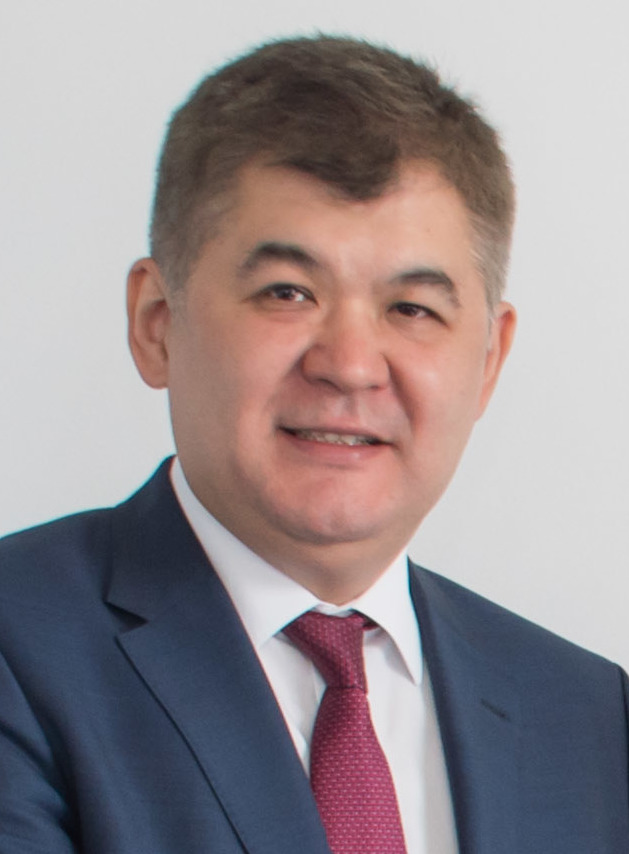
Jelschan Birtanow, 2018

Jelschan Amantajuly Birtanow (kasachisch Елжан Амантайұлы Біртанов Eljan Amantaiūly Bırtanov, russisch Елжан Амантаевич Биртанов Jelschan Amantajewitsch Birtanow; * 18. Oktober 1971 in Dschambul, Kasachische SSR) ist ein kasachischer Arzt und Politiker.

## Leben
Jelschan Birtanow wurde 1971 in Dschambul geboren. Er studierte am Staatlichen Medizinischen Institut in Almaty und an der University of Arizona in den Vereinigten Staaten. 2001 kam ein Abschluss an der russischen medizinischen Akademie hinzu und 2013 ein Abschluss an der Fuqua School of Business der Duke University.
Zwischen 1991 und 1994 arbeitete er in der Abteilung für Psychoneurologie und auf der Intensivstation sowie dem Institut für Toxikologie des Unfallkrankenhauses in Almaty. Bis 1998 war er als Toxikologe und als Leiter des Giftinformationszentrums am Krankenhauses beschäftigt. In den Jahren 1998 und 1999 leitete er die Vergiftungszentrale der Stadt Almaty. Anschließend wurde er zum Leiter des Republikanischen Zentrums für Toxikologie. Von 2005 bis 2008 leitete er das kasachische Staatsunternehmen Healthcare Development Institute, das dem kasachischen Gesundheitsministerium unterstellt ist. Im März 2008 bekam Birtanow den Posten eines Beraters des Premierministers Kärim Mässimow. Von August bis Dezember 2008 war er stellvertretender Vorstandsvorsitzender der National Medical Holding, bevor er danach stellvertretender Gesundheitsminister Kasachstans wurde. Von April 2010 bis Dezember 2012 war er Vorstandsvorsitzender der National Medical Holding und von Dezember 2012 an war er Berater für medizinische Angelegenheiten an der Nasarbajew-Universität in Astana. Von November 2015 bis Januar 2017 war er erneut stellvertretender Gesundheitsminister. Seit dem 25. Januar 2017 war Birtanow Gesundheitsminister Kasachstans.
Am 14. Juni 2020 wurde bekannt, dass sich Birtanow mit dem Coronavirus infiziert hatte. Obwohl er angab, keine Symptome aufzuweisen, wurde er kurze Zeit später in ein Krankenhaus eingewiesen. Am 25. Juni trat er als Gesundheitsminister Kasachstans zurück, da er eigenen Angaben zufolge nicht mehr in der Lage gewesen sei, die Anstrengungen gegen den Ausbruch des Virus im Land zu koordinieren.
Ende Oktober 2020 kursierten in kasachischen Medien Gerüchte, wonach Birtanow festgenommen worden sei. Am 3. November bestätigte das Finanzministerium die Verhaftung Birtanows und teilte mit, dass ein Gericht Untersuchungshaft für ihn angeordnet hat. Ihm werden Veruntreuung von rund 526 Millionen Tenge vorgeworfen, die eigentlich zur Digitalisierung des Gesundheitsministeriums vorgesehen waren. Am 28. Oktober 2022 wurden Birtanow und sein ehemaliger Stellvertreter von einem Gericht in Astana wegen Amtsmissbrauchs zu Haftstrafen verurteilt. Gegen Birtanow wurde eine Strafe von fünf Jahren Haft auf Bewährung sowie ein lebenslanges Verbot der Ausübung von Ämtern im öffentlichen Dienst verhängt. Gegen das Urteil legte er Berufung ein, diese wurde im Februar 2023 von einem Gericht zurückgewiesen und das Urteil somit bestätigt.
Seit März 2023 ist er Berater des Vorsitzenden der Gewerkschaft für medizinisches Personal QazMed.

## Familie
Birtanow ist verheiratet und hat vier Kinder.